# Poliodes
Poliodes é um gênero de mariposa pertencente à família Bombycidae.